# Кераца-Марія Болгарська
Кераца-Марія Болгарська (1348 — бл. 1404) — візантійська імператриця.

## Життєпис
Походила з династії Шишмановичів. Донька Івана Александра, царя Болгарії, та Феодори Волоської, яка до хрещення мала ім'я Сара, оскільки була жидівкою. Народилася майбутня імператриця у 1348 році в місті Велико-Тирново, отримавши ім'я Кераца. У 1355 року за ініціативи Константинопольського патріархату відбулися заручини Кераци й спадкоємця візантійського трону Андроніка. 17 серпня відбувся сам шлюб. При цьому Кераца отримала ім'я Марія.
У 1369 році чоловік Кераци-Марії став співімператором разом з батьком Іоанном V, проте сама Марія не отримала титул імператриці. У 1376 році Андронік повалив батька-імператора, ставши єдиним володарем Візантії. Тоді ж Кераци-Марії надано титул імператриці. У 1379 році її чоловіка було повалено, Андронік IV знову став співімператором.
Згодом Кераца супроводжувала чоловіка до Малої Азії, Генуї, де той намагався отримати допомогу. Після смерті чоловіка стає черницею під ім'ям Макарія. Втім, здебільшого займалася вихованням дітей. У 1390 році її син Іоанн став імператором. Від нього колишня імператриця отримала місто Селібрію, де облаштувала свій двір. Померла тут близько 1404 року.

## Родина
Чоловік — Андронік IV Палеолог, візантійський імператор.
Діти:
- Іоанн (1370—1408), імператор
- донька
- донька